# 加拿大工業部
加拿大創新、科學暨經濟發展部（英語：Innovation, Science and Economic Development Canada, ISED）是加拿大政府部門之一，負責區域經濟發展、投資與創新/研發。該部在全國各地共有6,104名全職職員。2015年前稱為加拿大工業部。

## 行政官員與架構
- 工業部長：東尼·克萊門特（Tony Clement）

- 國務部長 (小型企業與旅遊)：Diane Ablonczy
- 國務部長 (科學與科技)：Gary Goodyear
- 工業部長國會秘書：Mike Lake

- 副部長
- 資深協同副部長

- 加拿大消費者事務局（Office of Consumer Affairs）
- 工業部門
- 頻譜、資訊科技與電信部門
- 科學與創新部門
- 小型企業與市場運作
- 策略政策處

- 審核與評估處
- 通訊及行銷處
- 審計與行政處
- 企業與投資組合辦公室
- 法律服務
- 人力資源處
- 區域運作

- 競爭局（The Competition Bureau）
- 加拿大智慧財產局（Canadian Intellectual Property Office）

## 機構與委員會
負責的機構與委員會有：
- 加拿大著作權委員會（Copyright Board of Canada）
- 加拿大公司局（Corporations Canada）
- 加拿大測量局（Measurement Canada）
- 說客登記員辦公室（The Office of the Registrar of Lobbyists）
- 破產監理人辦公室（Office of the Superintendent of Bankruptcy）
- 頻譜管理與電信（Spectrum Management and Telecommunications）
- 加拿大通訊研究中心（Communications Research Centre Canada）
- 加拿大太空總署
- 加拿大統計局
- 加拿大旅遊局（Destination Canada）
- 加拿大商業發展銀行（Business Development Bank of Canada）
- 加拿大国家研究委员会（National Research Council of Canada）
- 加拿大社會科學及人文研究委員會（Social Sciences and Humanities Research Council of Canada）
- 加拿大自然科學及工程研究委員會（Natural Sciences and Engineering Research Council Canada）
- 加拿大標準委員會（Standards Council of Canada）

## 外部連結
- 加拿大工業部（页面存档备份，存于）